# Karin (manga)
Karin (かりん?) è un manga creato da Yuna Kagesaki e serializzato nella rivista mensile Comic Dragon AGE, ed edito in Italia da Planeta DeAgostini a partire dall'aprile 2008. Di Karin, esiste anche una versione anime, trasmessa nel 2005 dalla rete televisiva giapponese WOWOW e una light novel dal titolo Karin zōketsuki. In Italia i diritti del manga sono stati acquistati dalla Planeta De Agostini che, dopo averne interrotto la pubblicazione a metà 2009, durante il Lucca Comics dello stesso anno ne ha garantito la conclusione nonostante la sospensione a tempo indeterminato delle altre pubblicazioni orientali della casa. Il volume 13 è stato pubblicato in data 26 agosto 2011 mentre il quattordicesimo ed ultimo volume è stato messo in vendita il 30 settembre 2011. Nel volume 14 sono presenti numerosi errori grammaticali dovute all'assenza di un vero e proprio traduttore italiano a causa della fine dell'attività in Italia da parte della Planeta De Agostini programmata per il 2012.

## Trama

### Trama del manga
La storia ruota attorno a Karin, la secondogenita della famiglia Maaka (originariamente, Marker in Europa), una famiglia di vampiri che fu costretta ad emigrare in Giappone nel 1800. Karin però è diversa dai suoi familiari a causa della sua natura di vampira al contrario che le fa produrre sangue in eccesso, da espellere al posto di succhiarlo dalle vittime. Per questa ragione è obbligata a liberare il sangue mordendo altre persone, ma nel caso l'incremento di sangue fosse repentino lo sfogo avverrebbe con una forte epistassi. Karin a tutti gli effetti può vivere una vita da ragazza normale ed anche se questo è considerato strano dalla sua famiglia, frequenta la scuola superiore.
La sua vita tutto sommato pacifica è destinata a finire quando nella sua classe si trasferisce un nuovo studente Kenta Usui.
Ogni volta che il nuovo arrivato le si avvicina il sangue di Karin cresce in modo incontrollabile. All'inizio la ragazza sceglie di evitarlo ma la cosa risulta impossibile essendo compagni di classe e lavorando nello stesso ristorante, il Julian's. Kenta una sera ritornando a casa vede Karin abbracciata ad uno sconosciuto e comincia a pensare che c'è qualcosa di strano in lei così decide di seguirla ancora e la vede abbracciare sua madre al parco che si risveglia molto più attiva ed energica di prima ma con due marchi sul collo. Kenta è sempre più sospettoso nei confronti della ragazza ed una sera Anju, la sorellina di Karin, decide di metterlo alla prova facendogli scoprire la verità e vista la sua reazione decide che è la persona giusta da mettere accanto alla sorella per difenderla anche di giorno. Anju convince anche i suoi familiari ad avere fiducia nel ragazzo che vive molto vicino a casa loro. I due giovani diventano molto presto amici e Karin per ringraziarlo dell'aiuto datole nel pulire il suo sangue fuoriuscito per le epistassi decide di portargli un bento tutti i giorni così da renderlo un po' più felice.
Karin una sera deve lavorare in una bar cinese per sostituire una sua amica ma il suo sangue comincia ad aumentare e così vaga per la città alla ricerca di una vittima senza trovarla perché viene trascinata da Kenta in un vicolo, qui Karin perde coscienza di sé e cerca di mordere il ragazzo ma sentendosi chiamata riprende controllo di sé ed ha un'epistassi liberatoria, questo evento rafforza ancora la fiducia tra loro.
Durante la storia il legame tra i due diventa progressivamente sempre più forte ma non tutti nella famiglia Maaka sono d'accordo in un rapporto di questo genere. Elda, la nonna di Karin, detesta chiunque non faccia parte della propria famiglia, umani o vampiri che siano, sfruttando l'enorme somiglianza con Karin riesce ad introdursi nella scuola della ragazza ed incontrato Usui decide di non berne il sangue conoscendo i sentimenti della ragazza. Anche la stessa famiglia di Karin vorrebbe allontanarli, visto che la ragazza per la vicinanza di Kenta soffre di continue epistassi minaccia il ragazzo per obbligarlo a starle lontano. Ma Karin è ormai troppo innamorata e corre da lui finendo per abbracciarlo e, su sollecitazione del ragazzo, morderlo sul collo.
Questo evento crea nel ragazzo la possibilità di vedere in sogno quella, che all'inizio crede essere Karin, ma che scopre essere un'altra persona dall'aspetto identico alla ragazza che gli dà un indizio su cosa sia realmente Karin scomparendo prima di poter terminare la frase. Kenta durante un appuntamento al parco si dichiara a Karin che, anche se all'inizio si nasconde dietro mille scuse, accetta i sentimenti del ragazzo e si dichiara a sua volta.
Intanto al Julian's inizia lavorare una nuova assunta, Yuriya, che si scoprirà essere un mezzo vampiro cioè un ibrido fra un vampiro ed un umano, il suo scopo è quello di scoprire il più possibile sulla famiglia Maaka per conto di suo zio. Yuriya viene rapita dalla famiglia Maaka e successivamente quasi uccisa da Elda e solo l'intervento di Karin riesce a salvarla. Anju intanto raggiunge la maggiore età per un vampiro e scopre che il suo gusto per il sangue è la solitudine, decide così di mordere Koibuchi, un suo compagno di classe, che è molto simile a lei per liberarlo dai suoi problemi. Questo evento la costringe a staccarsi definitivamente da Karin, a cui è legata sin da piccola, facendola soffrire molto.
Yuriya rivela a Karin che essendo nata da una relazione tra un umano ed un vampiro è sterile e non può procreare mettendo mille dubbi in testa a Karin che conosce i desideri di Kenta e si sente inadeguata per lui.
Carrera, la madre di Karin, scopre quale sia la causa dell'aumento di sangue in sua figlia, la ragazza è la "Fontana di Psiche" detta anche Sophia Pistis ed il sangue che emette è la sua stessa vita. Questo sangue ha anche una seconda capacità, quella di rendere fertili i vampiri la cui razza sta scomparendo e per questo la ragazza potrebbe essere in pericolo. Intanto Karin e Kenta, approfittando dell'assenza della madre, hanno un po' di tempo per rimanere soli e finalmente i due riescono a baciarsi.
Yuriya tradisce la fiducia di Karin, consegnandola a suo zio che a sua volta la dovrà portare a Bridget Brownswick desiderosa di mettere le mani sul sangue della ragazza per poi farla accoppiare con uno della sua casata garantendogli un potere pressoché assoluto. La situazione è disperata e sembra senza via d'uscita ma Kenta, grazie all'aiuto di Sophia che vede in sogno, scopre qual è l'abitazione in cui è rinchiusa Karin e con l'aiuto della famiglia Maaka e di Yuriya riesce a salvarla.
Karin dopo questa avventura non soffre più di epistassi perché lo spirito di Sophia, tramite il primo bacio dato a Kenta, si è trasferito nel corpo del ragazzo ed ora Karin è di fatto identica ad una ragazza normale. Lo spirito di Sophia vorrebbe rimanere con Kenta ma conoscendo i sentimenti del giovane per Karin decide di rinascere tramite l'unione dei due giovani. Ora Karin non è più differente da un essere umano se non per la sua origine, e poiché non ha mai succhiato il sangue, Karin invecchierà come un essere umano. La famiglia di Karin decide allora con molto dolore di cancellarle dalla memoria tutto ciò che riguarda i vampiri, compresa la loro stessa esistenza, per renderla felice e poterla fare vivere con Kenta tra gli umani vegliando per sempre su di loro e sulla loro felicità dall'ombra. Essendo impossibilitati a cancellare anche le memorie di Kenta, chiedono a quest'ultimo di mantenere il segreto e di vegliare in vece loro su Karin. Poiché Karin non ricorda più la sua famiglia, e non si rende neanche conto che non ha un posto dove vivere, Kenta decide di chiederla in sposa, in modo che possa vivere, senza che lei abbia così alcun sospetto della sua reale condizione, insieme a lui e possa prendersene cura.
Alcuni anni sono passati ed una giovane ragazza esce di casa per andare a scuola, il suo nome è Kanon Usui e correndo nell'oscurità invernale scorge per un attimo una giovane donna con un ombrello nero che passeggia vicino a lei: i famigliari continuano a mantenere la loro promessa di vegliare dall'ombra su di loro. In un capitolo extra si osserva come Kanon, divenuta adolescente abbia sviluppato un'enorme cotta nei confronti del padre a causa dell'anima di Sophia reincarnata in lei, e di come sia molto simile alla sua bisnonna Elda.

### Trama dell'anime
Gli eventi descritti nel manga non sono rispettati fedelmente nell'anime, la trama segue circa il manga nei suoi primi 22 capitoli ma non vengono mai menzionati né del padre di Kenta, né Sophia, e neppure Yuriya e di conseguenza anche gli eventi a loro legati non vengono descritti, probabilmente per non inserire nell'anime gli altrimenti molteplici elementi tragici presenti nella storia originale e dare alla serie un carattere più scanzonato, concentrando i momenti tragici soprattutto nei drammi personali di Elda ed Anju. Alcuni cambiamenti sono stati fatti per permettere l'inserimento di Winner Sinclair, un ammazza vampiri innamorato di Karin, ed inoltre il carattere ed i comportamenti di Kenta e Anju sono differenti rispetto al manga. Kenta è meno riflessivo ed il suo legame con la madre, oltre al rapporto pessimo col padre, non vengono trattati. Anju invece ha un legame molto più forte con Karin rispetto al manga. Anche il finale dell'anime non è collegato a quello del manga. La natura di Karin non è legata alla Fonte della Psiche, ed essa è semplicemente un vampiro mancato, un "invampiro", che apparentemente, seppur raro non è un caso unico giacché sia Elda che Victor Siclair ne avevano già sentito parlare.
Nell'anime dopo la richiesta da parte del fratello di Karin a Kenta di allontanarsi da lei per permetterle di restare con la sua famiglia il ragazzo decide che la famiglia è la cosa più importante e le dice di tornare a casa dai suoi e restare con loro per diventare così una vampira completa grazie ad un rituale scoperto da Elda. Karin decide con rammarico di seguire questa strada e tornare dai suoi per renderli felici, solo Anju non è d'accordo con la scelta di sua sorella, soprattutto dopo l'estremo tentativo che Anju aveva compiuto nel cercare di allontanarla dallo stile di vita vampiro e soprattutto allontanare lei da se stessa. A Kenta però tornano in mente tutti i momenti felici passati in compagnia di Karin e non vuole perderla così corre da lei per scoprire che la casa dei Maaka è stata distrutta da Victor Sinclair. In compagnia di Winner, che ha superato il trauma della scoperta della vera natura di Karin, corre al lago, luogo del primo morso dato da Karin e quindi unico luogo possibile per la cerimonia, per poterla salvare ma Ren li ostacola e Winner ingaggia duello con lui mentre Kenta viene trasportato dai pipistrelli di Anju sul luogo della cerimonia. Lo scontro tra Winner e Ren dura poco poiché quest'ultimo si allontana quasi subito dopo aver avvertito il pericolo. Infatti Victor Sinclar li ha rintracciati e ha cominciato la sua opera di sterminio. Karin perde coscienza di sé dopo aver visto tutta la sua famiglia cadere sotto i colpi del nonno di Winner e credendoli morti parte all'attacco del loro aggressore. Poco prima di riuscire a mordere l'uomo, giunge Kenta, che offre il suo collo al posto di quello del Sinclair. Karin si avventa sul ragazzo e dolcemente gli morde il collo, abbracciandola, Kenta sussurra per la prima volta il nome della ragazza facendola tornare alla normalità. Dopo aver cancellato per sempre la minaccia dei cacciatori di vampiri la vita torna a scorrere normalmente: il tanto sperato rituale di vampirificazione si rivela essere in realtà un incantesimo per aumentare la taglia del seno, riaccendendo ancora una volta la faida tra Elda e Carrera per lo sconforto di Henry; Victor fa pace con la memoria del suo antenato; Ren, a causa di Anju, viene scoperto nella suo solito comportamento di donnaiolo traditore dalle sue numerose amanti che si rivelano ovviamente molto furiose; Anju ancora in compagnia del ormai senza vita Boogie-kun si diletta a succhiare il sangue geloso delle amanti del fratello; Winner e Maki cominciano a frequentarsi. Infine durante si scopre che Fumio è stata assunta al Julian's, e le cose tra Karin e Kenta vanno molto bene infatti la ragazza ha preparato un bento con dedica appositamente per il suo amato.

## Personaggi

### Protagonisti
Karin Maaka (真紅 果林?, Maaka Karin)Seiyu: Sayuri Yahagi
Karin, spesso chiamata 'Karin-chan', 'Maaka-san', 'Maaka', o semplicemente 'Karin', è la protagonista della serie. Sebbene discenda da una dinastia molto antica di vampiri, come detto, Karin rappresenta un'eccezione alla sua specie, inspiegabile per i genitori ma legata ad un antico segreto dei vampiri. Infatti, anziché cibarsi di sangue, lo produce e ha bisogno di mordere gli esseri umani per potersene liberare, pena il sopraggiungere di epistassi involontarie, che espellono il sangue in eccesso, o di brevi blackout nel quale può mordere chiunque si trovi nei paraggi in quel momento. Oltre a ciò, esistono alcune altre caratteristiche che la rendono totalmente diversa dai vampiri, infatti non viene danneggiata dalla luce del sole, sopporta l'altrimenti pestilenziale odore dell'aglio e non possiede i poteri tipici della sua specie. Tutto ciò le permette di condurre una vita normale, come tutti gli adolescenti della sua età, sebbene questo le causi qualche problema con il resto della famiglia i cui membri - compresi il fratello maggiore Ren e la sorella minore Anju - sono tutti normalissimi vampiri, che si nutrono di sangue umano e dotati di indicibili poteri, fra cui quello di manipolare la mente delle loro vittime per eliminare i ricordi del morso e controllare i pipistrelli in vario modo anche nel formare delle fruste.
In ogni caso, Karin conserva alcune delle caratteristiche proprie dei vampiri di questo particolarissimo manga. Anche lei quindi ha le sue proprie preferenze di sangue ed è attratta dall'infelicità, intesa anche come sfortuna. Come tutti gli altri vampiri, quando Karin morde, assorbe l'elemento verso cui ha sviluppato la propria preferenza, per cui le sue vittime, dopo lo svenimento dovuto alla momentanea eccessività di sangue in circolo, risultano felici per un certo periodo di tempo, che scema con il trascorrere dei giorni dall'atto del morso.
Uno dei poteri, invece, che non riesce in alcun modo a conquistare è la capacità di cancellare la memoria delle sue vittime. Per tale motivo è la sorellina minore Anju a doversene occupare ogni qual volta morde.
Kenta Usui (雨水 健太?, Usui Kenta)Seiyu: Katsuyuki Konishi
Usui Kenta è uno studente appena trasferitosi nella scuola frequentata da Karin. È anche il primo umano a scoprirne la vera identità. Infatti, Kenta è sempre triste ed infelice, a causa della preoccupazione che prova per la madre e per le difficili condizioni di vita in cui entrambi vivono. Per questo motivo, suo malgrado è la causa principale delle numerose epistassi della ragazza: in sua presenza, essendo l'infelicità il fulcro delle sue preferenze di sangue, Karin si trova così a produrre sangue in eccesso e questo porterà appunto alla scoperta del suo segreto.
Kenta vive insieme alla madre, Fumio, in un piccolo monolocale poco distante dalla collina dove sorge la dimora dei Maaka. A causa delle difficili condizioni economiche in cui i due versano, dopo il coatto abbandono del padre e la fuga dal tetto materno di Fumio, il ragazzo è costretto a lavorare al Julian's, insieme a Karin, per poter in qualche modo contribuire all'economia della sua famiglia. Alla scoperta del segreto, sarà Anju a convincere la famiglia Maaka a dare a Kenta una possibilità, a patto che non parli con nessuno della loro vera identità. In cambio, Kenta promette di occuparsi di Karin nei momenti in cui viene meno la protezione dei suoi familiari vampiri, ovvero durante il giorno.

### Vampiri
Molto simili allo stereotipo tipico del vampiro, in questa serie si differenziano, in particolar modo sia per il fatto che sono vampiri viventi, in quanto tali per nascita e non per maleficio o una qualche sorta di "non-morti", sia per la presenza delle preferenze di sangue. Durante la loro infanzia, sono molto simili agli esseri umani e il passaggio di rito all'età adulta è rappresentato dal sopraggiungere delle preferenze di sangue correlate alla scomparsa del senso del gusto nei confronti del cibo normale, che risulta indigesto come mangiare sabbia, e solitamente, portano in breve tempo al primo morso. La croce non ha alcun effetto su di loro (apparentemente i vampiri sono principalmente atei da qui il disprezzo per la croce), non sanno nuotare, e l'aglio è terribilmente disprezzato a causa del suo odore, pestilenziale ed insopportabile per il loro sensibile naso. Mentre in giovane età esso si presenta solo come un fastidioso mal di testa, i vampiri dopo il raggiungimento dell'età adulta divengono mortalmente sensibili alla luce del sole, ustionandosi gravemente se esposti e morendo se lasciati al sole troppo a lungo. Si dimostrano molto più resistenti degli esseri umani ai traumi e alle ferite.
Nel manga pochissimi vampiri sono sopravvissuti in Europa, e i vampiri in Giappone sono a rischio di estinzione a causa dell'alto tasso di mortalità e del quasi nullo tasso di natalità. Un culto radicato tra i vampiri, ma sconosciuto alla maggior parte delle più recenti generazione è quello della Fonte della Psiche, una divinità incarnata nel corpo di un vampiro che dona fertilità col suo sangue. Essa quindi appare come un vampiro dona sangue. All'insaputa dei vampiri però, benché essa sia ancora prigioniera del continuo ciclo di incarnazioni, ormai la divinità è "morta" e di conseguenza i suoi poteri sono spariti ormai da secoli.
Ren MaakaSeiyu: Junichi Suwabe
È il fratello maggiore di Karin e in tutto e per tutto rappresenta lo stereotipo del vampiro. Ren è convinto che la sua razza sia assolutamente superiore a quella degli esseri umani, che vede solo come necessari per la sopravvivenza dei vampiri, tutto questo ignorando il fatto che i vampiri stessi abbiano origine e discendano direttamente dal genere umano, da lui tanto disprezzato. Per questo motivo osteggia la relazione che intercorre fra Karin e Usui Kenta, così come anche considera Karin una creatura debole che non merita stima, nonostante in realtà sia molto legato a lei ed è sempre il primo a difenderla in caso di pericolo. Ren riesce a cancellare la memoria anche senza l'aiuto dei pipistrelli, semplicemente posando la mano sulla testa delle persone.
Le radici del suo odio nei confronti degli esseri umani sembrano essere profonde e nascere da un avvenimento, accaduto durante il suo quattordicesimo anno di età, che ha segnato in maniera definitiva il suo modo di rapportarsi nei confronti degli umani. Nel manga si scopre che in passato si è innamorato di una sua compagna di classe chiamata Hinata, l'unica persona contro la quale Ren non provava disprezzo, ma subito dopo essersi accorto di quel sentimento morso la sua professoressa e, diventato adulto, fu costretto ad abbandonare il mondo della luce senza mantenere la promessa di aiutarla in un compito. Anni dopo, durante un appuntamento, Ren la rivede di sfuggita, probabilmente lei è stata l'unico raggio di luce nella sua memoria e l'unica donna che lui abbia realmente amato.
Per quanto riguarda le sue preferenze di sangue, Ren è attratto dallo stress, tuttavia le sue vittime sono esclusivamente femminili. Nel suo modo di fare, si nota come esista una profonda relazione fra il corteggiamento e l'atto del morso in sé, infatti Ren di solito intreccia delle vere e proprie relazioni - anche se temporanee e per lo più fisiche - con le sue vittime. Viene perciò bollato come "nemico delle donne" dai membri femminili della sua famiglia. Alla fine del manga si scopre che è diventato padre poiché aveva tenuto bloccata Bridget Brownlick, una delle rapitrici di Karin, per un'intera giornata usando la "violenza" come mezzo di soggiogazione. Quest'ultima sviluppa una infatuazione per lui dopo tali avvenimenti ed è perciò molto felice di scoprire la gravidanza, decisamente lo è meno Ren.
Anju MaakaSeiyu: Yuka Inokuchi
Anju è la sorellina minore di Karin. Fra i Maaka, è l'unica che non ha ancora raggiunto l'età adulta, nella quale entrerà ufficialmente soltanto negli ultimi episodi della serie e circa a metà del manga. Rappresenta tanto lo stereotipo gotico del vampiro (ha una particolare predilezione per tutto ciò che è oscuro e strano), quanto quello giapponese delle Gothic Lolita. Ad esempio, vive quasi in simbiosi con il pupazzo Boogie-kun, indossa abiti scuri adorni di pizzo e quando si muove all'esterno, lo fa grazie ad un parasole solitamente chiaro o nero. Quando era più piccola Anju aveva paura dei cani, sia di quelli finti, che di quelli piccoli ed innocui. A proposito di Anju, va anche ricordata la sua capacità di comunicare con i pipistrelli superiore rispetto a quella dei famigliari, tipica del concetto di famiglio presente in molti giochi di ruolo.
Nell'anime nei riguardi di Karin, prova un sentimento quasi morboso, che, come viene pesantemente fatto intuire, va oltre il concetto di amore fraterno. Non a caso nell'anime dopo il risveglio dei suoi istinti da vampiro, similmente al fratello Ren, Anju comincia a predare esclusivamente giovani fanciulle.
Le sue preferenze di sangue riguardano la solitudine nel manga e la gelosia nell'anime.
Boogie-kunSeiyu: Hirofumi Nojima
È il principale pupazzo parlante di Anju. È dotato di una propria personalità e di un carattere fortemente sarcastico, questo perché contiene l'anima di un noto serial killer del passato, che uccise ben tredici persone con un coltello da cucina. Anju non se ne separa praticamente mai e, di per contro, Boogie sembra essere, fra tutti, l'unico a conoscere a fondo i sentimenti della piccola vampira. Cesserà di vivere e parlare, quando Anju raggiungerà l'età adulta. Anju continuerà però a portarlo sempre con sé. Nel manga ha in mano un coltello da cucina classico, mentre nella serie animata ha in mano un mannarino
Henry MaakaSeiyu: Hiroshi Matsumoto
È il padre di Karin e capofamiglia dei Maaka. Pur essendo un vampiro, nei confronti dei propri figli, in particolare di Karin, si comporta in tutto e per tutto come un padre umano: è apprensivo, possessivo per certi versi, geloso, attento alle loro esigenze. Questo aspetto del suo carattere è particolarmente esaltato nei confronti di Karin, verso la quale è estremamente protettivo, forse perché consapevole delle debolezze della figlia. Alla prima epistassi della figlia, Henry corse a soccorrerla dall'ambulanza che la trasportava, poiché i dottori ne avrebbero scoperto la natura vampirica, sfidando la luce del sole e finendo gravemente ustionato.
Henry è anche il figlio di Elda Maaka, ed è sposato con Carrera, con la quale vive un rapporto commisto tra amore e sottomissione e della quale spesso finisce con l'esser vittima, possedendo un carattere molto più remissivo. Mentre nel manga arriverà ad accettare i sentimenti fra Kenta e Karin, nell'anime fino all'ultimo sarà roso dal suo paterno sentimento di gelosia/preoccupazione.
Le sue preferenze di sangue riguardano vanità e presunzione nell'anime mentre nel manga la superbia. Henry è sempre rimasto molto turbato da questo poiché una persona privata della sua presunzione spesso diventa debole e fragile, spingendo Henry a tenere d'occhio le sue vittime dopo averle morse, per assicurarsi che non soffrano troppo.
Carrera MaakaSeiyu: Emi Shinohara
Carrera è la madre di Karin, Ren ed Anju. A tutti gli effetti, è lei la vera capofamiglia dei Maaka, possedendo un carattere molto più forte e deciso rispetto al marito Henry. Riguardo alle decisioni veramente importanti tuttavia, lei ed Henry sono uguali e ed entrambe le opinioni sono valutate in maniera eguale.
Nei confronti di Karin, Carrera nutre sentimenti contrastanti: da un lato prova vergogna per la natura di vampira al contrario della figlia, dall'altro tuttavia risulta comunque protettiva in quanto sua madre. Può alle volte apparire fredda e abusiva ma di fatto ama moltissimo la sua famiglia. Per via del fatto che in una intera generazione Carrera è l'unica vampira ad aver generato figli, è vista come una specie di dea della fertilità dalle altre giovani spose vampiro.
Per quanto riguarda, invece, Elda – sua suocera – sembra nutrire nei suoi confronti un forte odio ed una forte rivalità, tant'è che, consapevole della pericolosità dell'antica vampira, è stata proprio lei a sigillarla in una bara, all'interno del basamento della nuova casa dei Maaka, in Giappone, e suggerisce più volte di farla fuori. Tale rivalità ha radici nel fatto che in gioventù Carrera aveva una cotta per James, il padre di Henry e vedeva in Elda la persona che glielo aveva sottratto, e anche dopo aver convinto Henry ad assumere un aspetto simile a James, ed aver superato la sua infatuazione, i rapporti non sono rimasti dei migliori. A detta di James le due non vanno d'accordo perché i loro caratteri sono troppo somiglianti. Nelle situazioni di vero pericolo però le due sanno mettere da parte le loro differenze.
Le sue preferenze di sangue la portano a preferire il sangue dei bugiardi. Poiché le persone presuntuose spesso mentono, James Marker vedeva in questo un altro segno di come Carrera ed Henry si completassero a vicenda.
Elda Maaka (Marker)Seiyu: Yuri Shiratori
Madre di Henry e di conseguenza nonna di Karin è in assoluto la vampira più potente dell'anime e del manga. Elda è un vampiro molto antico, originaria della Transilvania e responsabile del trasferimento dei Marker in Giappone.
Durante la sua giovinezza, si innamorò di un giovane umano, Alfred, il quale, essendo biologo, era convinto che esattamente come le api e i fiori, un giorno anche umani e vampiri avrebbero potuto vivere in perfetta simbiosi. Il padre di Alfred, tuttavia, nutriva un odio profondo nei confronti dei vampiri e diede vita ad una vera e propria caccia alle streghe nei confronti di Elda, riuscendo alla fine ad isolarla insieme al figlio in una casa in fiamme. Pur di salvarla e convinto della forza del loro sentimento, Alfred costrinse Elda a morderlo in modo che il suo sangue potesse darle nuovo vigore e garantirle la fuga.
Ma le preferenze di sangue di Elda riguardano l'amore, per cui, mordendo Alfred, Elda gli portò via il sentimento che il giovane nutriva nei suoi confronti. Questo gettò Alfred nel panico, portandolo a ferire la vampira che dopo il morso vedeva come un mostro. È in quest'episodio che affondano le radici dell'odio di Elda nei confronti degli esseri umani. Da allora, la vampira si è sempre più incattivita, arrivando a mordere per il semplice gusto di farlo. Dopo questi fatti Elda si sposò con un vampiro di nome James, da cui nascerà Henry. Benché ferita ripetutamente e gravemente da Victor Sinclar, la vampira si dimostrerà decisamente coriacea, uscendo illesa dalle ferite. La storia di Elda e Alfred è esclusiva della serie animata. Nel manga questi fatti non sono citati per cui probabilmente non sono mai accaduti, ed Elda è innamoratissima di James da più di 200 anni di fila. Si ritrova distrutta dal dolore, che nasconde con un rispettoso silenzio e un atteggiamento forte, quando quest'ultimo, che mai aveva morso troppo a lungo un umano e quindi a corto di sangue, viene ritrovato avvizzito e morto nella cripta nella quale si era addormentato insieme ad Elda. Elda aveva appena finito di raccogliere il sangue necessario per risvegliarlo ed in un disperato tentativo di riportarlo in vita arrivò a tentare un travaso di sangue bocca a bocca, senza alcun successo. Verso la fine del manga, Anju piazza il fantasma di James in un orsetto di pezza, permettendogli così di tornare, tecnicamente, in vita. È James che mette al corrente la famiglia della maggior parte dei dettagli riguardo alla Fonte della Psiche, soprattutto di come suo fratello e l'amore di quest'ultimo per la precedente Fonte sia alla radice del legame tra i Maaka e la Fonte. Alla fine l'orsetto viene regalato da Anju ad Elda, dicendole che potrà incontrare nei sogni James se ci dormirà insieme. Elda per scherzare lo prende per le gambe e lo straccia leggermente nel cavallo (di fatto lesionando i genitali del povero James all'interno dell'orso); qualche secondo dopo viene avvicinata da un imbarazzato Henry, intenzionato a spiegarle chi è veramente l'orsetto e di conseguenza quello che ha combinato. Il seguito di questa vicenda e di come Elda abbia reagito alla riunione spirituale col marito è sconosciuto. Fisicamente, ricorda molto Karin, ad esclusione del colore dei capelli e della loro lunghezza e della taglia del seno (come viene spesso fatto notare) e sono in molti a confondere le due. Mentre le preferenze di sangue di Elda riguardano l'amore nella serie animata, nel manga non viene specificato. Tuttavia sono presenti alcuni indizi: è infatti da notare che Elda ha sempre morso solo uomini di 30-40 anni, e poiché la preferenza di sangue di James era il sangue "giovane" (cioè delle ragazze adolescenti) e si è sempre detto che i due formavano una coppia perfettamente bilanciata, è probabile che quella di Elda sia il sangue "vecchio" (ovvero quello degli uomini in età avanzata).

### Umani
Fumio UsuiSeiyu: Aya Hisakawa
Fumio è la madre di Kenta, con il quale vive in un piccolo monolocale. È sempre depressa ed infelice perché perennemente disoccupata e questo la porterà inevitabilmente ad essere “vittima” del morso di Karin. Nel manga l'effetto del morso continua finché Fumio, non sopportando più il fatto che nell'hotel ad ore dove faceva pulizie, una giovane liceale con cui aveva fatto amicizia vendesse il suo corpo pur di non tornare a casa, provocando la chiusura dell'albergo, che per altro praticava abitualmente la prostituzione minorile e perdendo per l'ennesima volta il posto. Il padre di Kenta era un bravo ragazzo amico d'infanzia di Fumio, ma la madre di quest'ultima, terribilmente abusiva e violenta non permise mai al ragazzo ad avvicinarsi a lei dopo il fatto, costringendolo a lasciarla sola. La ragazza si troverà a vivere nella pesantissima e senza amore casa della madre finché non deciderà di fuggirne, non sopportando più il fatto che la madre ignorasse completamente l'esistenza di Kenta. Qualche tempo dopo il padre di Kenta la rintraccia: dopo quindici anni ha incontrato una persona del quale è innamorato, e poiché quest'ultima è incinta di lui, vuole fare la cosa giusta questa volta e vuole almeno prima scusarsi con Fumio e Kenta per non essere stato in grado di essere padre e proteggerli e dirgli addio. Quando la madre di Fumio si ammala e si avvicina alla morte, Fumio decide di non portare rancore e ritorna per prendersi cura di lei fino alla fine. Fumio è una di quelle persone che provocano sentimenti inconsci nelle persone che gli stanno intorno a causa del suo aspetto giovanile. Nello specifico ha involontariamente indotto molte persone a tentare di molestarla, risultando nella perdita del lavoro di quest'ultima. Ren stesso finisce sotto questo influsso e per un po' di tempo tenta di sedurla, fortunatamente fermato dal resto della famiglia. Persino Henry ha ammesso di non essere indifferente al suo fascino, provocando molta rabbia in Carrera.
Maki TokitouSeiyu: Mikako Takahashi
È la migliore amica di Karin sin dall'elementari con la quale frequenta, insieme anche a Kenta e Winner Sinclair, la stessa classe. Maki ha un carattere deciso, ma sempre disponibile nei confronti di Karin, che invece risulta spesso un po' ingenua. All'arrivo di Winner Sinclair, Maki non potrà far a meno di innamorarsene, sviluppando un forte sentimento di gelosia nei confronti delle attenzioni che il ragazzo dedica invece a Karin. Dal canto suo, Winner non sembra accorgersi dell'esistenza di Maki che chiama spesso con il nome generico di Amica-kun di Karin-san. A causa di questo sentimento di gelosia, Maki sarà anche la prima vittima di Anju nella serie animata. Non verrà mai a conoscenza del segreto di Karin nel manga, mentre nell'anime è Winner che glielo rivela, mentre, confuso e sotto shock, cercava consiglio.
Winner SinclairSeiyu: Kouki Miyata
Winner è un cacciatore di vampiri, discendente dall'antica dinastia dei Sinclair, le cui origini sono strettamente legate alle vicende di cui furono protagonisti Elda e Alfred.
Nonostante la sua natura di cacciatore di vampiri, e nonostante sia stato cresciuto in maniera molto rigida dal nonno Victor, Winner rappresenta per i Sinclair ciò che Karin rappresenta per i Maaka: un fallimento. Infatti, il giovane sembra non essere in grado di affrontare la vista del sangue (emofobia), cosa questa che lo rende assolutamente ridicolo come cacciatore di vampiri.
Le motivazioni di questa fobia affondano nella sua giovinezza, così come anche nella sua giovinezza si trovano le motivazioni per cui Winner si innamora a prima vista di Karin. Durante una gita al lago con il nonno, infatti, Winner fu vittima del primo morso di Karin, morso di cui non conserva memoria e che crede, invece, essere stato un bacio in un sogno. Da allora non ha smesso di cercare anche nella realtà una persona che ricordi la ragazza del suo sogno.
Winner è anche uno dei personaggi più strani di tutto l'anime e per altro non è presente nel manga. È sempre melodrammatico, teatrale e indossa una lunga veste con disegnata sul petto una W e accompagnata da un cappello con tesa e piuma. Caratteristico è anche il suo accento che risente delle origini anglosassoni e che risulta spesso buffo.
Victor SinclairSeiyu: Katsumi Chou
Nonno di Winner e suo mentore, è il responsabile dell'educazione del giovane come cacciatore di vampiri. Benché vestito con abiti somiglianti al nipote se non per la "V" sul petto, a differenza del nipote, Victor è un combattente molto abile e deciso e non perderà occasione per cercare di vendicarsi di Elda e di tutti i Maaka per la sorte toccata al suo antenato Alfred, sfruttando un vasto assortimento di armi da taglio, armi da fuoco ed esplosivi pesanti. Freddo e distaccato per lui i vampiri sono semplici mostri, mancando totalmente di empatia per i loro dolori, e desideroso di ferirli sia fisicamente che moralmente. Dopo aver apparentemente sterminato completamente la famiglia Maaka, viene temporaneamente messo fuori gioco dalla vista del seno di Karin. Sotto consiglio di quest'ultima, i membri della famiglia mordono in successione il cacciatore, a discapito del loro disgusto. Privato contemporaneamente di tutte le sue bugie, il suo stress, la sua presunzione, la sua gelosia e della sua infelicità, il carattere di Victor cambia radicalmente, probabilmente in maniera permanente, trasformandosi in una persona gioviale e affettuosa anche se indiscreta, e non più interessata allo sterminio del genere vampiro. Nella sua ultima apparizione porge saluto alla tomba del suo antenato Alfred Sinclar, simboleggiando il suo abbandono alla vita da cacciatore.

## Anime

Logo della serie anime

Nella serie è presente del fan service, infatti nella sigla d'apertura sono presenti disegni che ritraggono la protagonista seminuda. A tal proposito va ricordato che uno dei maggiori punti di ilarità sono proprio i seni abbondanti di Karin, che vengono puntualmente presi di mira da Elda, invidiosa della ragazza, e vengono presi come metro di paragone dallo stesso Winner per distinguere Karin da Elda.
In ogni caso la trama in 24 episodi non evolve particolarmente, se non da metà serie in poi con l'introduzione di Winner e di Elda e l'affiorare quindi del background tipico delle storie di vampiri, ovvero la difficile convivenza tra uomo e vampiro.

### Episodi
Particolarità dei titoli di questo anime, similmente ad altre serie animate giapponesi, è quello di aggiungere la frase preferita dei protagonisti, nello specifico in tutti gli episodi è presente il termine "imbarazzante", similmente a come i capitoli del manga sono chiamati "imbarazzo numero...". Viene così continuamente sottolineato lo stato emotivo della ragazza e ricordiamo questa frase è ripetuta persino come ultima battuta alla fine della serie animata.
| Nº | Titolo italiano (traduzione letterale) Giapponese 「Kanji」 - Rōmaji                                                 | In onda          | In onda |
| Nº | Titolo italiano (traduzione letterale) Giapponese 「Kanji」 - Rōmaji                                                 | Giapponese       |         |
| 1  | Imbarazzo straripante 「あふれちゃって 恥ずかしい」 - Afurechatte hazukashii                                         | 3 novembre 2005  |         |
| 2  | I miei gusti sono imbarazzanti 「あたしの好みは 恥ずかしい」 - Atashi no konomi ha hazukashii                        | 10 novembre 2005 |         |
| 3  | La felicità è imbarazzante 「幸せって 恥ずかしい」 - Shiawasette hazukashii                                          | 17 novembre 2005 |         |
| 4  | Essere scoperta è imbarazzante 「バレちゃって 恥ずかしい」 - Barechatte hazukashii                                   | 24 novembre 2005 |         |
| 5  | Le riunioni di famiglia sono imbarazzanti 「家族そろって 恥ずかしい」 - Kazoku sorotte hazukashii                    | 1º dicembre 2005 |         |
| 6  | Una madre vigorosa è imbarazzante 「母さん元気で 恥ずかしい」 - Okasan genki de hazukashii                           | 8 dicembre 2005  |         |
| 7  | Essere inseguita è imbarazzante 「追っかけられて 恥ずかしい」 - Okkakerarete hazukashii                              | 15 dicembre 2005 |         |
| 8  | Essere scovata è imbarazzante 「みつかっちゃって 恥ずかしい」 - Mitsukachatte hazukashii                             | 22 dicembre 2005 |         |
| 9  | Guardare indietro... è imbarazzante 「ふりかえると… 恥ずかしい」 - Furikaeru...hazukashii                            | 5 gennaio 2006   |         |
| 10 | Papà è davvero imbarazzante 「パパはとっても 恥ずかしい」 - Papa wa tottemo hazukashii                               | 12 gennaio 2006  |         |
| 11 | Una piscina! È imbarazzante! 「夏だ！プールだ！ 恥ずかしい！」 - Natsu da! PUURU da! Hazukashii!                     | 26 gennaio 2006  |         |
| 12 | Il mio fratello maggiore è imbarazzante 「やっぱり兄キは 恥ずかしい」 - Yappari aniki wa hazukashii                  | 2 febbraio 2006  |         |
| 13 | Risvegliarsi è imbarazzante 「めざめちゃって 恥ずかしい」 - Mezamechatte hazukashii                                  | 16 febbraio 2006 |         |
| 14 | Stare insieme fino al mattino è imbarazzante 「ふたりで朝まで 恥ずかしい」 - Futari de asa made hazukashii           | 23 febbraio 2006 |         |
| 15 | L'arrivo di Elda! È imbarazzante! 「エルダ登場！で 恥ずかしい」 - ERUDA doujou! de hazukashii                        | 2 marzo 2006     |         |
| 16 | La storia d'amore di Elda è imbarazzante 「エルダの恋バナは 恥ずかしい」 - ERUDA no koi BANA wa hazukashii           | 9 marzo 2006     |         |
| 17 | L'addio ad Elda è imbarazzante 「さらばエルダで 恥ずかしい」 - Saraba ERUDA de hazukashii                            | 16 marzo 2006    |         |
| 18 | I segreti del mio fratello maggiore sono imbarazzanti 「兄キのヒミツは 恥ずかしい」 - Aniki no himitsu wa hazukashii | 23 marzo 2006    |         |
| 19 | La Vigilia di Natale insieme è imbarazzante 「ふたりのイブは 恥ずかしい」 - Futari no IBU wa hazukashii              | 30 marzo 2006    |         |
| 20 | La prima volta... è imbarazzante 「はじめての・・・ 恥ずかしい」 - Hajimete no...hazukashii                          | 6 aprile 2006    |         |
| 21 | Quel che dovrei fare è imbarazzante 「どうすればいいのか 恥ずかしい」 - Dou sureba ii no ka hazukashii               | 13 aprile 2006   |         |
| 22 | Sembrare un bambino perduto è imbarazzante 「迷い子」 - Mayoigo                                                      | 20 aprile 2006   |         |
| 23 | Un addio è imbarazzante 「サヨナラは 恥ずかしい」 - Sayonara wa hazukashii                                           | 27 aprile 2006   |         |
| 24 | Per sempre insieme è imbarazzante 「いつもふたりは 恥ずかしい」 - Itsumo futari wa hazukashii                        | 11 maggio 2006   |         |

### Sigle
- Sigla di apertura - scarlet di BRACE;d
- Sigla di chiusura - Mou hitotsu no birthday di Fm.θ

### Colonna sonora
Karin - OST 1
1. Shinku ka no Himitsu
2. scarlet (TV size version)
3. Ittekimasu
4. Yukai na Gakuen Seikatsu
5. Asamare to no Yuujou
6. Original Drama #1 "Ressha ni Yura Rete Hazukashii"
7. Koi no Yokan
8. Okashina 2 nin
9. Ikoka Modoroka
10. Doushiyou
11. Shinku ka no Bansan
12. Original Drama #2 "Pinpon Atsuku te Hazukashii"
13. Anju no Oheya he Youkoso
14. Mayonaka no Senritsu
15. Bakuhatsu! Kibun Soukai
16. Thrilling
17. Nigero!
18. 16 sai no Hisoka na Kunou
19. Original Drama #3 "Yuge no Mukou ga Hazukashii"
20. Choppiri Sentimental
21. Kurayami no Naka Kara
22. Chouyo Hanayo
23. Yoru no Hyouryuu
24. Ketsui no Tatakai
25. Soshite 2 nin wa -
26. Original Drama #4 "Asa mo wa Yokara Hazukashii"
27. Egao de Happy End
28. Mou Hitotsu no Birthday (TV size version)